# Lin Wen-Cheng
Lin Wen-Cheng es un deportista taiwanés que compitió en taekwondo. Ganó una medalla de bronce en el Campeonato Mundial de Taekwondo de 2003, en la categoría de +84 kg.

## Palmarés internacional
| Representando a China Taipéi |                                   |                   |           |
| Campeonato Mundial           |                                   |                   |           |
| Año                          | Lugar                             | Medalla           | Categoría |
| 2003                         | Garmisch-Partenkirchen (Alemania) | Medalla de bronce | +84 kg    |